# Ilsa (filmserie)
Ilsa is een vierdelige serie films die eind jaren zeventig uitkwam met actrice Dyanne Thorne in de hoofdrol. De serie was bedoeld als een horrorreeks rond titelpersonage Ilsa, een nazi-kampcommandante.
De serie bestond uit de titels:
- Ilsa, She Wolf of the SS (Ilsa, de wolvin van de SS, 1975)
- Ilsa, Harem Keeper of the Oil Sheiks (Ilsa, harembewaakster van de oliesjeiks, 1976)
- Ilsa, the Wicked Warden (Greta, huis zonder mannen, 1977)
- Ilsa, the Tigress of Siberia (Ilsa, meesteres van het mannenkamp, 1977)

De eerste twee delen werden geregisseerd door Don Edmonds. Deel drie door Jesús Franco. Het laatste deel door Jean LaFleur. Titelpersonage Ilsa werd losjes gebaseerd op Ilse Koch.

## Kwaliteit
De Ilsa-reeks behoort tot het zogenaamde exploitatie-genre, waarin eind jaren zeventig een flink aantal films uitkwam. Kampcommandante Ilsa vervult haar sadistische behoeftes met het op zo veel mogelijk verschillende manieren martelen van haar gevangenen.
De Ilsa-reeks zijn stuk voor stuk lowbudgetfilms, die vaker komisch dan schokkend overkomen. In de loop der jaren kreeg de serie een cultstatus.